# Kalliojärvi (sjö i Viitasaari, Mellersta Finland)
Kalliojärvi är en sjö i kommunen Viitasaari i landskapet Mellersta Finland i Finland. Den är 15 meter djup. Arean är 48 hektar och strandlinjen är 3,89 kilometer lång. Sjön  ingår i Kymmene älvs huvudavrinningsområde.   Den ligger omkring 110 kilometer norr om Jyväskylä och omkring 340 kilometer norr om Helsingfors. 
I sjön finns öarna Pienisaari och Isosaari. 